# Vojejkov-tengely

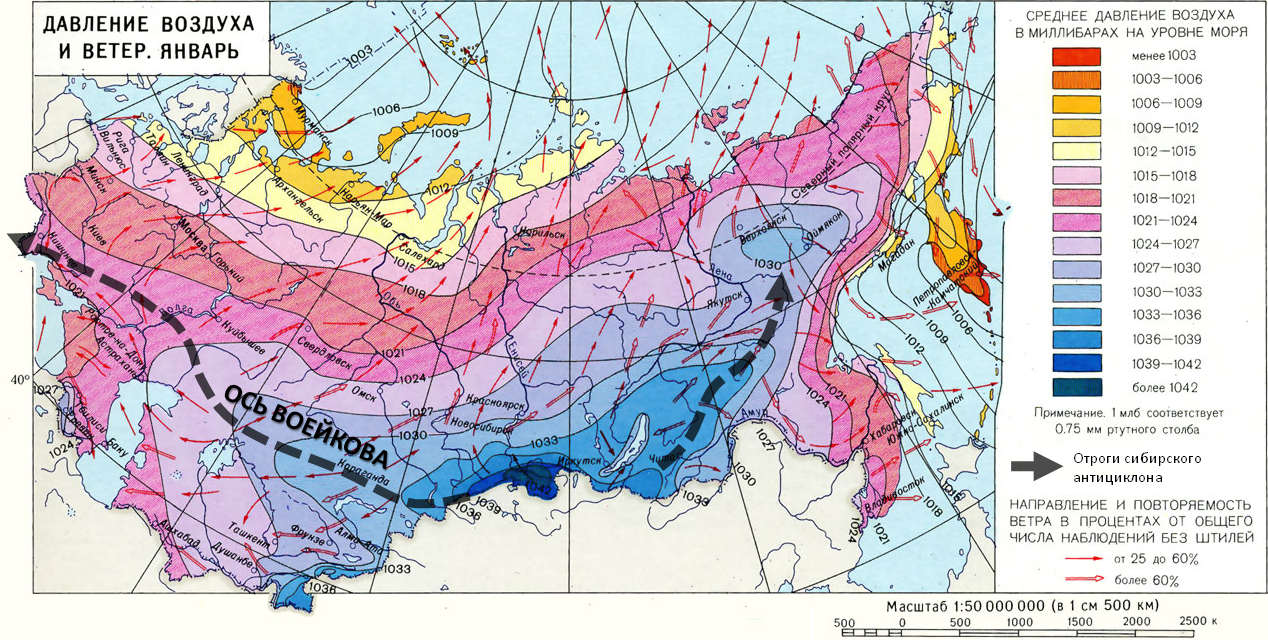
A Vojejkov-tengely sematikus ábrája

A Vojejkov-tengely egy igen ritkán előforduló időjárási helyzet Európában, amely kizárólag télen jön létre. Jellemzője, hogy az egész kontinens felett roppant erős és tartós anticiklon, magas nyomású légköri képződmény alakul ki, az úgynevezett szibériai maximum összekapcsolódik az azori maximummal egy nagy közös magas nyomású tengelyt létrehozva. A tengely blokkolja a nyugati irányból, az Atlanti-óceán felett keletkező enyhe hőmérsékletet szállító ciklonokat, és erős áramlással szibériai eredetű száraz, dermesztően hideg levegőt szállít az egész kontinens területére. Így ezen helyzet Európa egészén rendkívül hideg, száraz időt eredményez akár az évszakhoz képest 10 fokkal alacsonyabb hőmérsékletekkel.

## Kialakulása az elmúlt évszázadban
- 1929. február[1]
- 1940/41, 1941/42
- 1962/63
- 2003. február
- 2012. február

## Külső hivatkozások
- Kislexikon
- Meteorológiai fogalomtár